# 両津文化会館
両津文化会館（りょうつぶんかかいかん）は、新潟県佐渡市梅津にあったホール。

## 歴史
1974年（昭和49年）に両津市民会館として開館。客席数約1200席の佐渡市で最大規模のホールだった。
2015年、佐渡市が廃止の方針を決定。
新型コロナウイルス対策のため2021年6月に両津地区芸能祭を無観客で収録し、それが文化会館での最後の公演となった（佐渡市ケーブルテレビ放送分）。
建物は解体され跡地には佐渡市立両津病院が移転することとなり、2025年（令和7年）5月1日に開院した。